# Ballyclare
Ballyclare est une commune dans le comté d'Antrim en Irlande du Nord.